# 村野時哉
村野 時哉（むらの ときや、生年不詳 - 1937年（昭和12年）12月27日）は、千葉県生まれの植物学者・愛書家。元豊田自動織機製作所監査役。

## 人物
東京神田生まれ。名古屋市西区北押切町に所在した村野時哉山草園において、北は樺太から南は台湾に及ぶ日本各地の植物を数千種類栽培していたとされる。また、愛書家としても知られており、名古屋市鶴舞中央図書館において旧蔵書が所蔵されている。
豊田佐吉の豊田自動紡織工場で財務・経理を担当し、1919年に豊田紡織廠が設立されると、豊田喜一郎、鈴木利蔵、藤野つゆとともに監査役に就任した。1926年に豊田自動織機製作所が設立されると豊田佐助とともに監査役に就任した。

## 著作
- 鎌井松石 著、村野時哉 編『三重本草抄』1929年。